# Yagaloo
Yagaloo ist ein TV-Musikmagazin, das seit April 2007 auf dem privaten Regionalfernsehsender TV Berlin zu sehen ist. Seit Juni 2009 war es auch auf dem Fernsehsender TIMM zu sehen, seit Oktober 2009 auch auf iMusic1 und dem Regionalfernsehsender SKB Stadtfernsehen Brandenburg. Entwickelt wurde das Format von dem ehemaligen TV-Berlin-Redakteur Michael Weiner. Seit Mai 2009 produziert und moderiert er das Format in Eigenregie.
Bei diesem Format führten in den ersten Jahren die Künstler selbst durch das Programm. Als Moderatoren betätigten sich bereits bekannte Künstler, wie unter anderen 5BUGS, Adam Green, Bakkushan, Bell, Book & Candle, Blue Man Group, Bosse, Cinema Bizarre, Culcha Candela, D-Flame, Daniel Schuhmacher, Debbie Rockt, Die Happy, Die Sterne, Dominik Büchele, Donots, EL*KE, Elli, F.R., Fertig, Los!, Fotos, Fräulein Wunder, Grossstadtgeflüster, Ich + Ich, Itchy Poopzkid, Jan Sievers, Jerx, K.I.Z, Kain, Kaliber, Karpatenhund, Kate Hall, Killerpilze, Lexy & K-Paul, Livingston und Lou Bega.
Chefredakteur und Moderator Michael Weiner, bzw. in der Sendung als Howie Yagaloo moderierend, führte im Jahr 2014 zwei erfolgreiche Crowdfundingkampagnen für seine Sendung auf Startnext durch. Aufgrund dessen wurde Yagaloo.TV 2015 von der Senatsverwaltung für Wirtschaft, Energie und Betriebe für den Berliner Crowdfunding-Preis vom Projekt Zukunft nominiert. Das Format erreichte den zweiten Platz.
Yagaloo engagiert sich für den musikalischen Nachwuchs, vor allem aus dem Berlin-Brandenburger Raum, aber auch Newcomer-Bands aus dem In- und Ausland waren über die Jahre schon Studiogäste in der Sendung. Moderator Howie Yagaloo ist Juror bei ganz unterschiedlichen Nachwuchsbandwettbewerben. 2012 saß Howie in der Jury beim größten deutschen Newcomer-Wettbewerb Local Heroes. 2014 moderierte er diese Veranstaltung in Salzwedel. Ebenfalls im Jahr 2014 moderierte Howie das Local-Heroes-Finale im Land Brandenburg und stand auch dort der Jury zur Seite.
2015 saß er mit den Musikern Nader Rahy, Basti von The Baseballs und Thomas Godoj in der Jury beim Young Music Contest.
2016 war er zusammen mit der Sängerin Bria Drain und dem Musikproduzenten Michael Beckmann in der Jury beim Young Music Contest beim Teltower Stadtfest.
Regelmäßig ist Howie Yagaloo auch Jurymitglied beim Hard Rock Rising, dem internationalen Bandcontest der Kette Hard Rock Cafe.
2017 war er als Juror beim „Sehsüchte 46th International Student Film Festival“ neben dem Musiker Claus Capek, dem Regisseur Uwe Flade und der Kamerafrau Lotta Kilian für die Rubrik „Musikvideo“ dabei.

## Auszeichnungen
Ausgezeichnet wurde Yagaloo im April 2008 mit dem Regiostar 2008 als „bestes Magazin auf einem deutschen Regionalfernsehsender“. Die Jury begründete ihre Entscheidung mit dem innovativen Ansatz, der professionellen Ausarbeitung und der Bandbreite der Themen, die Jung und Alt ansprechen.